# Gyula Andrássy der Jüngere
Gyula (Julius) Graf Andrássy von Csík-Szent-Király und Kraszna-Horka der Jüngere [ˈɟulɒ ˈɒndraːʃi] (* 30. Juni 1860 in Tőketerebes; † 11. Juni 1929 in Budapest) war ein führender Politiker in der österreichisch-ungarischen Doppelmonarchie.

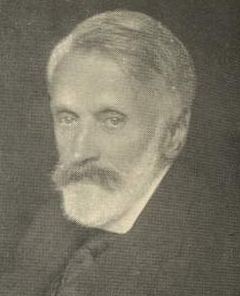
Gyula Andrássy der Jüngere

## Leben

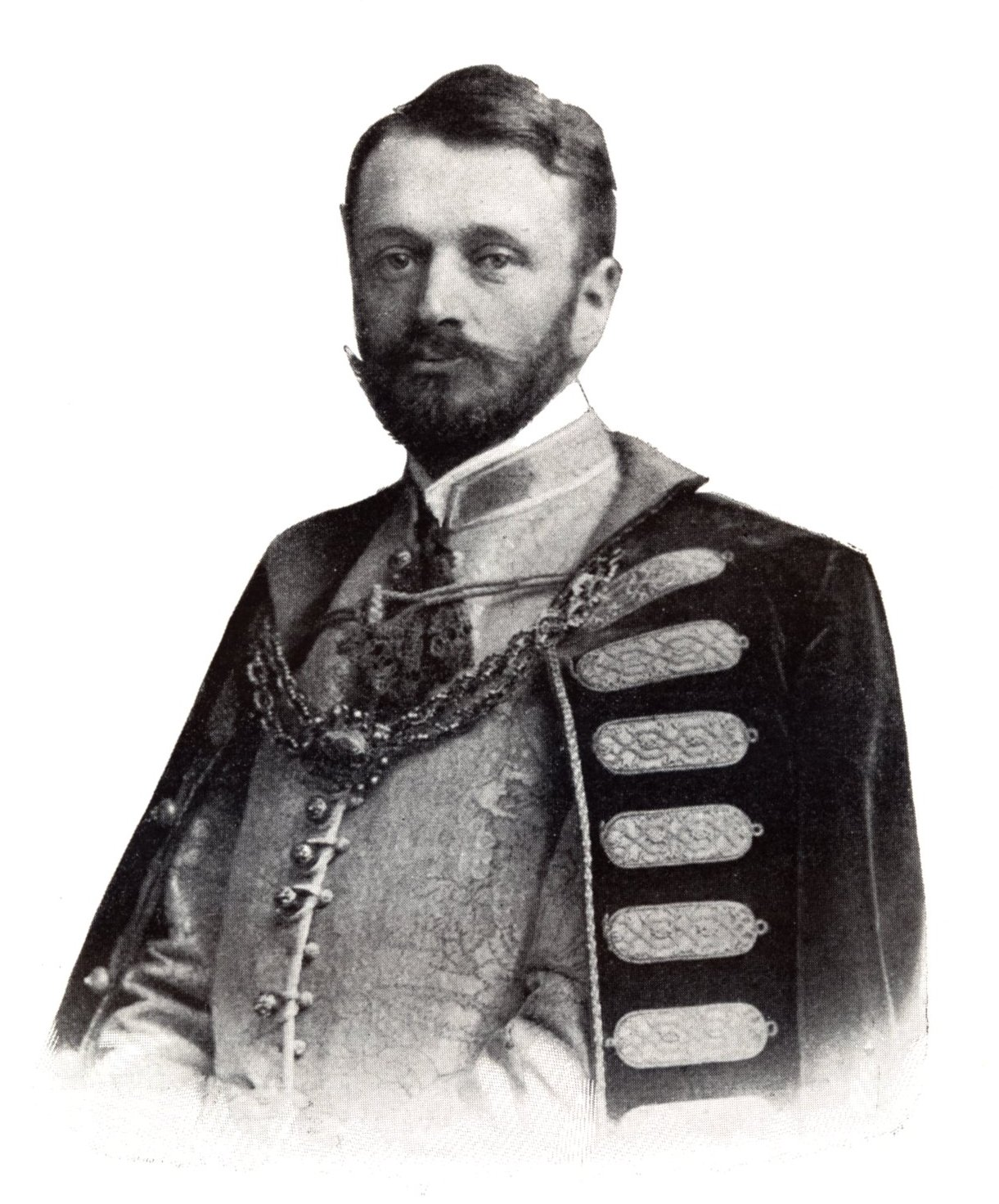
Andrássy

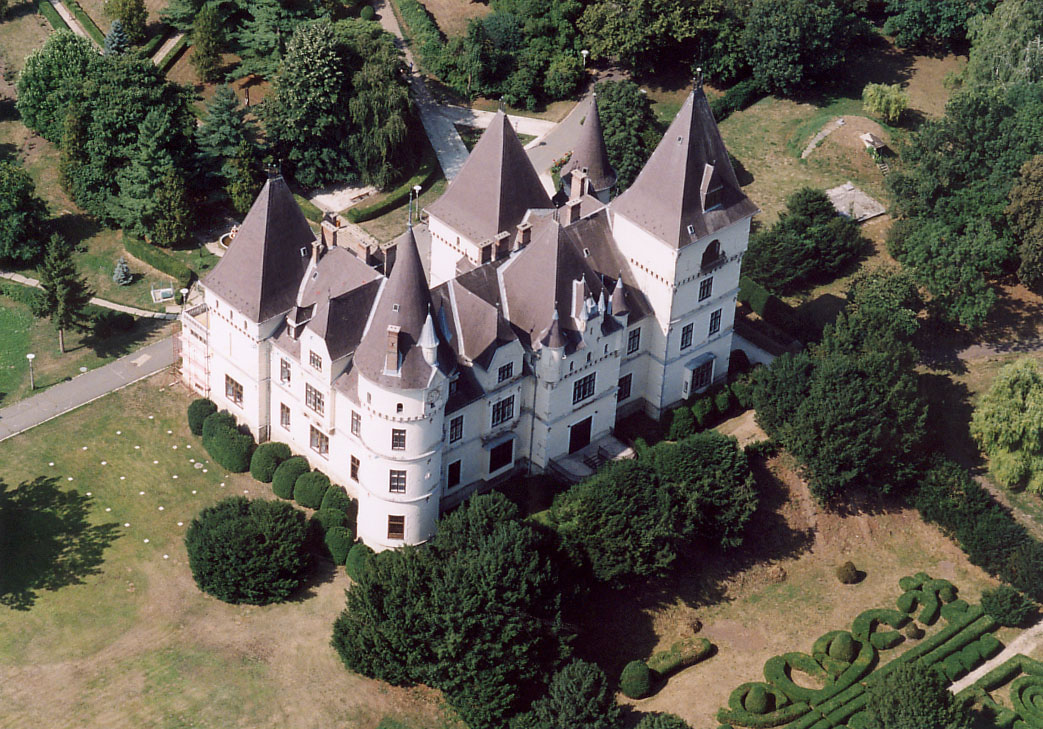
Schloss Andrássy in Tiszadob

Andrássy entstammte einer alten ungarischen Magnatenfamilie und war der zweite Sohn des ungarischen Ministerpräsidenten Gyula Andrássy (der Ältere).

### Familie
Gyula Andrássy wuchs am Wiener Ballhausplatz auf, wo sein Vater als Außenminister Österreich-Ungarns residierte. Er besuchte keine öffentlichen Schulen, sondern erhielt Privatunterricht. Später studierte er Jura an der Friedrich-Wilhelms-Universität in Berlin.
Gyula Andrássy heiratete im Jahre 1909 die Gräfin Eleonora Zichy (* 1867, † 1945). Sie war die Witwe seines älteren Bruders Theodor (ung. Tivadar) Andrássy (* 1857, † 1905). Eleonora brachte vier Mädchen Ilona (* 1886, † 1967), Barbara (* 1890, † 1968), Katinka (* 1892, † 1985) und Klára (* 1898, † 1941) aus der Verbindung mit Tivadar Andrássy in die Ehe, deren Vormund und Ziehvater Gyula wurde. Er selbst hatte keine eigenen Nachkommen.

### Politisches Wirken
1885 wurde er ins Budapester Parlament gewählt, in der Regierung Wekerle war er Unterstaatssekretär (1892) sowie Unterrichtsminister (1893). Ab 1894 amtierte Andrássy als Minister a latere bzw. ungarischer Minister am königlichen Hoflager, der die ständige Verbindung zwischen dem Wiener Hofe und den Ministerien in Budapest sicherzustellen hatte. Er war ungarischer Innenminister (1906–1910), wieder unter Ministerpräsident Wekerle, danach Oppositionsführer im Budapester Parlament, sowie kurzzeitig der letzte k.u.k. Minister des Äußeren (24. Oktober bis 1. November 1918, vom Monarchen enthoben 2. November 1918). In der Zeit vor 1914 galt die ungarische Innenpolitik als Spielfeld von nur vier adeligen Politikern: Mihály Károlyi, István Tisza, Albert Apponyi und Andrássy.
Andrássy erklärte, als letzter österreichisch-ungarischer Außenminister, in der Andrássy-Note die Allianz mit Deutschland für beendet und bot am 28. Oktober 1918 der Entente erfolglos einen Sonderfrieden an. Diese wollte mit der machtlosen Regierung des Monarchen nichts mehr zu tun haben und erkannte die Vertreter der einzelnen Völker Österreich-Ungarns als deren legitime Repräsentanten an.
1921 war Andrássy Führer der christlich-demokratischen Partei, als der er Kaiser Karls (König IV. Károly) Restaurationsversuch unterstützte und deshalb sieben Wochen in Untersuchungshaft kam. 1926 legte er schließlich sein Abgeordnetenmandat nieder.

### Politik im Ersten Weltkrieg
Andrássy war für die mitteleuropäische Zollunion. Die Neue Freie Presse veröffentlichte am 7. November 1915 seine in diesem Sinne geäußerte Meinung über die Vertiefung des Bündnisses mit Deutschland. Ein Verteidigungs-, Zoll- und Handelsbund im östlichen Mitteleuropa wäre für die Mittelmächte die Brücke nach Südosten: So wie Deutschland im Bund mit uns einen sicheren Weg nach Asien eröffnen kann, so können auch wir unsere Ziele auf dem Balkan nur auf Deutschland gestützt erreichen. Andrássy distanzierte sich später vom Mitteleuropa im Sinne Naumanns, ihm schwebte ein neues, rein defensives, lösbares politisches Bündnis vor Augen.
Andrássy verteidigte den Frieden von Bukarest, der Ungarn Landgewinn verschaffte, als Beispiel einer gemäßigten Politik, bezeichnete die deutsche Politik in Brest-Litowsk hingegen als Verwirklichung der größten imperialistischen Konzeption, die der deutsche Geist bisher ersonnen hatte. Brest-Litowsk, nicht der Bukarester Frieden, als Beispiel einer gemäßigten Politik, sei für die Weltlage entscheidend gewesen. Die Wirkung wäre angeblich genau dieselbe geblieben, wenn wir die kaum bevölkerte rumänische Grenzgegend nicht genommen hätten. Die Gebiete an den Karpatenpässen sollten die letzten Gebietserwerbungen der Monarchie sein.
Am Vorabend der Friedensverhandlungen von Brest-Litowsk verkündete Andrássy in der Neuen Freien Presse unverhohlen Eroberungsabsichten der Monarchie:

„Es wäre ein großer Fehler, ... eine Unmöglichkeit, wenn wir uns dem Status quo, der vor dem Krieg bestanden hat, verpflichten würden. Dies hätte nicht einmal eine friedenssichernde Wirkung, denn der Weltkrieg in allen seinen Schrecken ist ja entgegen dem Status quo oder gerade wegen des Status quo ausgebrochen ... So ist es beispielsweise klar, dass man Serbien nach dem Kriege in seiner alten Ausdehnung nicht wiederherstellen kann. Unseren Entschluss, nichts zu erobern, auf eine solche prinzipielle Höhe emporheben zu wollen, die eventuell eine Verurteilung der Forderungen unserer Verbündeten bedeuten würde, mit denen wir uns identifizieren, wäre weder eine aufrichtige, noch eine zweckmäßige Politik.“

Andrássy war für den Trialismus mit Polen, die Einbeziehung ganz Polens in die Habsburgermonarchie, denn das bürokratische, zentralisierte Österreich würde bei dieser Lösung endgültig verschwinden und an die Seite des auf nationaler Basis stehenden Ungarn würde der polnische, gleichfalls nationale Staat, als natürlicher Bundesgenosse treten. Da jeder Teil der Monarchie dann etwa 20 Millionen Einwohner zähle, ergäbe sich eine Dreiteilung des Einflusses von selbst, die durch keinerlei staatsrechtliche Künsteleien verhindert werden könnte.
In der Außenpolitik müsste man dem ungarischen Parlament allerdings ein Vetorecht sichern. Andrássy war für den Trialismus, weil er durch eine direkte Angliederung Polens an Österreich das Übergewicht eines, in Zukunft vielleicht auch wirtschaftlich stark werdenden, geschlossenen österreichisch-polnischen Blocks fürchtete.
Anfang Oktober 1915 versuchte Andrássy im trialistischen Sinne in Berlin zu wirken, worauf Ministerpräsident Tisza betonte, der Dualismus sei ein noli me tangere. Es gab Anfang 1916 sogar Pläne, zur Durchsetzung des Trialismus, Tisza zu stürzen und durch Andrássy zu ersetzen.
Der rechte Flügel der Opposition, die Partei Andrássys stimmte bei den außenpolitischen Bestrebungen mit der Regierung Tiszas und dessen Arbeitspartei meistens überein. Nur in der Innenpolitik wollten alle Oppositionsparteien gemäßigte Reformen um die Spannungen im Inneren abzubauen, die Tisza mit Gewalt niederzuschlagen gedachte, ohne an der Hegemonie über die anderen Nationalitäten rühren zu wollen. Nach dem ungarischen Wahlrecht waren 1913 nur 7,7 % der Gesamtbevölkerung wahlberechtigt, eine Pseudo-Reform kurz vor Kriegsende sah ganze 13 % als wahlberechtigt vor.

## Schriften
- Diplomatie und Weltkrieg. Berlin/Wien 1920.
- Ungarns Ausgleich mit Österreich vom Jahre 1867. Leipzig 1897.